# Lucas Bundschuh
Lucas Bundschuh (* 9. April 1996 in Kennelbach) ist ein österreichischer Fußballtorwart.

## Karriere

### Verein
Bundschuh begann seine Karriere beim FC Kennelbach. Zur Saison 2009/10 kam er in die AKA Vorarlberg. Zur Saison 2012/13 wechselte er nach Deutschland zu den B-Junioren des SC Freiburg. In jener Saison absolvierte er 21 Spiele für die Freiburger U-17-Mannschaft in der B-Junioren-Bundesliga. Zur Saison 2013/14 rückte er in den Kader der A-Junioren, für die er zwischen 2013 und 2015 18 Spiele in der A-Junioren-Bundesliga absolvierte.
Im Dezember 2014 stand er gegen die Zweitmannschaft des 1. FC Kaiserslautern erstmals im Kader der Zweitmannschaft von Freiburg. Zur Saison 2015/16 wurde er fester Teil der Regionalligamannschaft. In jener Saison musste er mit Freiburg II in die Oberliga absteigen. Allerdings kam Bundschuh in jener Saison zu keinem Einsatz. Nach dem Abstieg verließ er Freiburg.
Nach mehreren Monaten ohne Verein kehrte er im Februar 2017 nach Österreich zurück und wechselte zum Zweitligisten WSG Wattens. Bei Wattens kam er jedoch lediglich zu einem Einsatz für die Amateure in der Tiroler Liga.
Zur Saison 2017/18 wechselte er wieder nach Deutschland, wo er sich dem Regionalligisten FC Memmingen anschloss. Bei Memmingen kam er jedoch nur zu vier Einsätzen für die Zweitmannschaft in der sechsthöchsten Spielklasse. Daraufhin wechselte er im Jänner 2018 zum fünftklassigen 1. FC Sonthofen. In eineinhalb Jahren bei Sonthofen kam er zu 35 Einsätzen in der Bayernliga.
Zur Saison 2019/20 kehrte er nach Österreich zurück und wechselte zum Zweitligisten FC Dornbirn 1913. Sein Debüt in der 2. Liga gab er im Juli 2019, als er am ersten Spieltag jener Saison gegen den SC Austria Lustenau in der Startelf stand. Insgesamt kam er für den Verein zu 68 Zweitligaeinsätzen. Nach der Saison 2021/22 verließ er Dornbirn und wechselte innerhalb der Stadt zum Regionalligisten SC Admira Dornbirn.

### Nationalmannschaft
Bundschuh spielte im August 2011 gegen Slowenien erstmals für die österreichische U-17-Auswahl. Mit dieser nahm er 2013 auch an der WM teil, bei der er mit Österreich als Letzter der Gruppe E in der Vorrunde ausschied. Während des Turniers kam er zu keinem Einsatz.